# Juan-les-Pins
Koordinaten: 43° 34′ N, 7° 7′ O

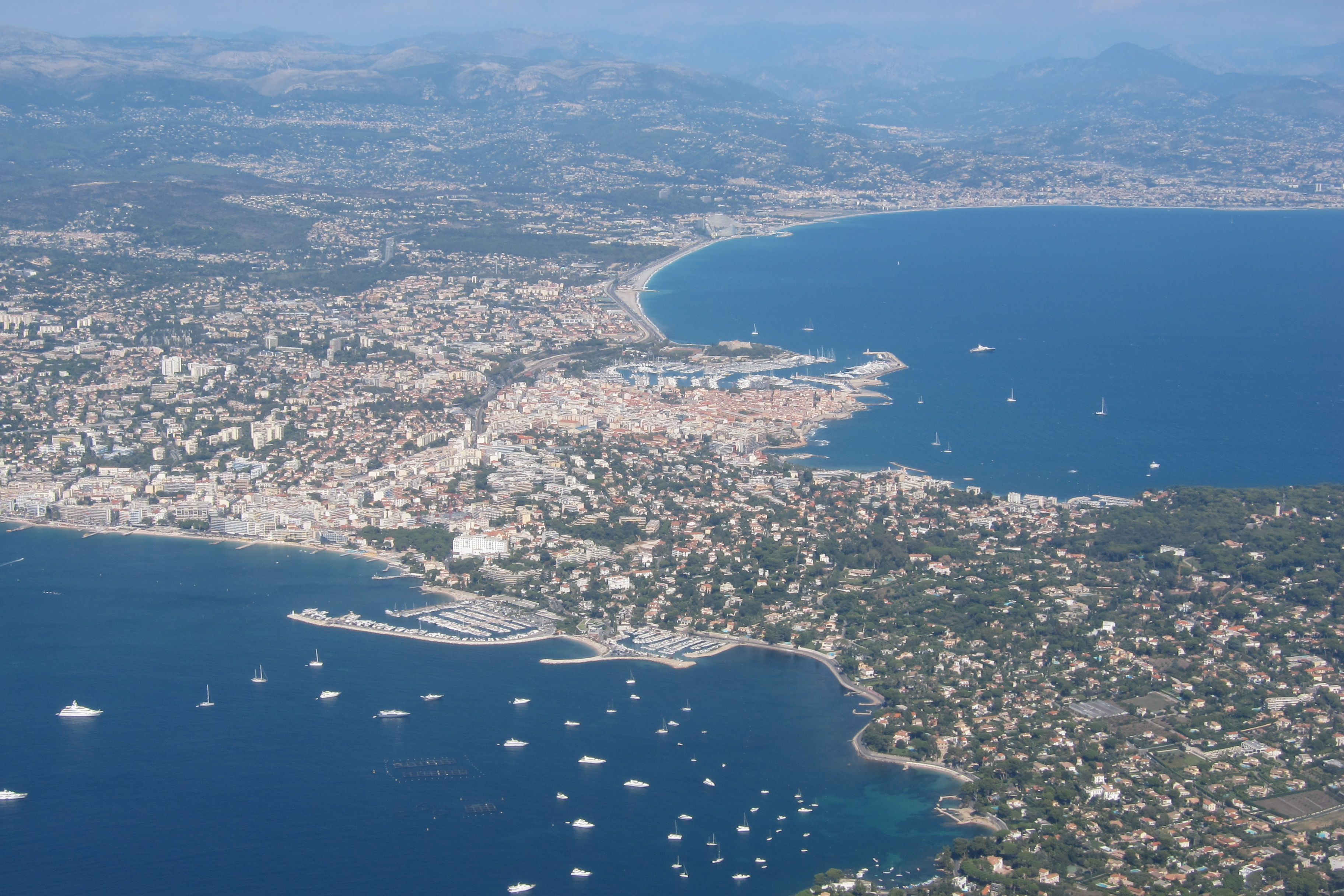
Juan-Les-Pins mit Antibes

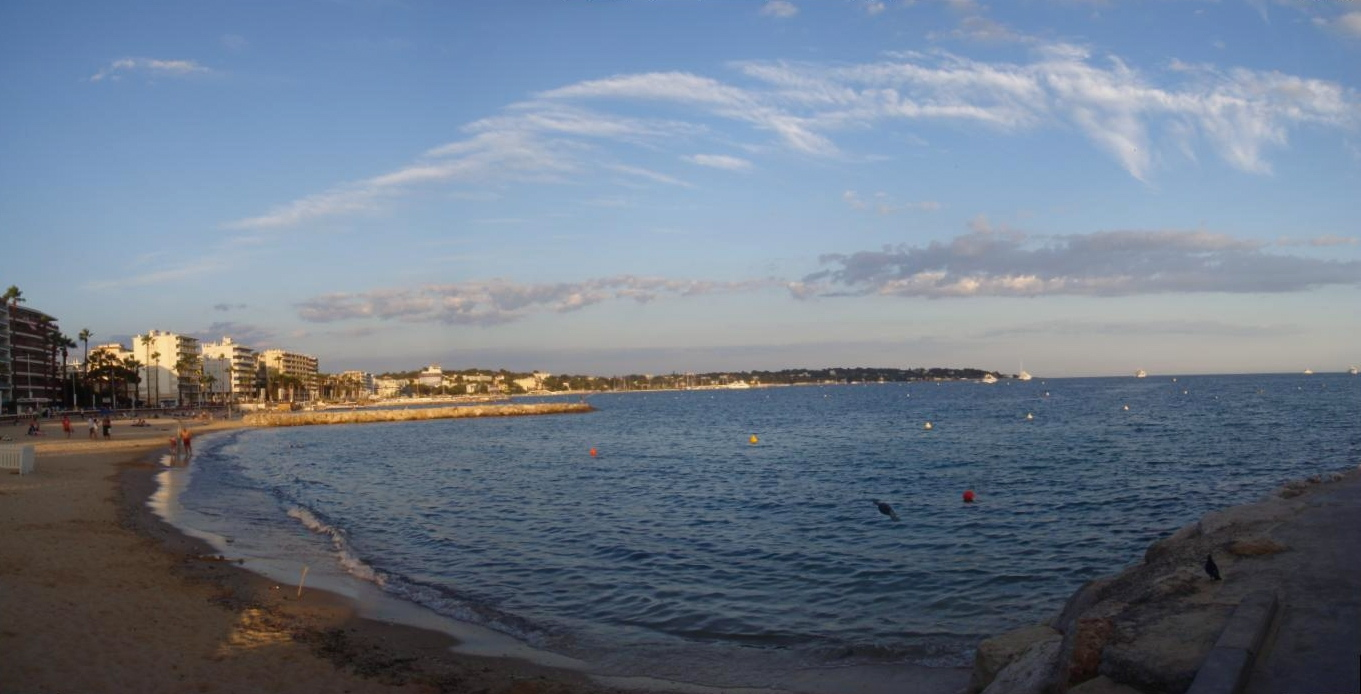
Blick auf den Strand von Juan-Les-Pins

Juan-les-Pins [ʒyˌɑ̃.leˈpɛ̃] ist ein Seebad am Golfe Juan der Côte d’Azur, von dem sich der Ortsname ableitet. Der Ort gehört zur Gemeinde Antibes und liegt im Département Alpes-Maritimes in der Région Provence-Alpes-Côte d’Azur. Das Ortszentrum (begrenzt durch das Meer, die Rue Courbet und den Chemin du Croûton) beherbergte 2008 4.993 Einwohner. Nach Nizza sind es etwa 20 Kilometer und nach Cannes gut zwölf Kilometer.

## Geschichte
Der Sommer- und Winterkurort wurde 1925 als Vorort von Antibes am südlichen Beginn der Halbinsel errichtet und war schon bald das Ziel des Jetsets. Zahlreiche Luxushotels und mondäne Privatvillen mit weitläufigem Gelände machten Juan-les-Pins zu einem vielbesuchten und teuren Badeort. Besonders amerikanische Künstler und Geschäftsleute verbrachten hier eine „Zeit von Nichtstun und tausend Partys“, wie sie der US-Schriftsteller F. Scott Fitzgerald beschrieben hat. Marlene Dietrich, Gary Cooper, Josephine Baker oder Coco Chanel gehörten zu den prominenten Gästen von Juan-les-Pins. Viele von ihnen wohnten im 1863 auf der Südspitze der Halbinsel errichteten Hôtel du Cap-Eden-Roc.
Auch das seit 1960 dort stattfindende Jazzfestival Jazz à Juan, welches neben dem Montreux Jazz Festival und dem North Sea Jazz Festival zu den bekanntesten Europas zählt, trug zur Berühmtheit dieses Ortes bei, der einen langen Sandstrand aufweist. Juan-les-Pins ist Symbol für dekadenten Luxus in dem Popsong Where do you go to (My Lovely) von Peter Sarstedt (1969).
Juan-les-Pins war öfter Etappenort der Tour de France und Aufenthaltsort berühmter Personen. Im Vorspann der Serie Die 2 mit Roger Moore und Tony Curtis sieht man den Ort im Hintergrund.

### Hotel Provençal
1927 errichtete der Multimillionär Frank Jay Gould in Juan-les-Pins das Hotel Provençal, das 1976 stillgelegt wurde und seitdem leer steht. Das Hotel und die Geschichte von Juan-les-Pins werden in dem Dokumentarfilm „Hotel Provencal. Aufstieg und Fall der Riviera“ von Lutz Hachmeister thematisiert (ZDF/arte 2000). Das Gebäude wird heute als eine der größten Hotel-Ruinen der Welt bezeichnet. An einer Renovierung wird gearbeitet. In der einstigen Luxusherberge waren zahlreiche Prominente wie Charlie Chaplin, Lilian Harvey und Man Ray zu Gast. Durch den Besuch zahlreicher Jazzmusiker im Hotel Provençal nach Ende des Zweiten Weltkrieges entwickelte sich so Juan-les-Pins zur Jazz-Hochburg.

## Persönlichkeiten

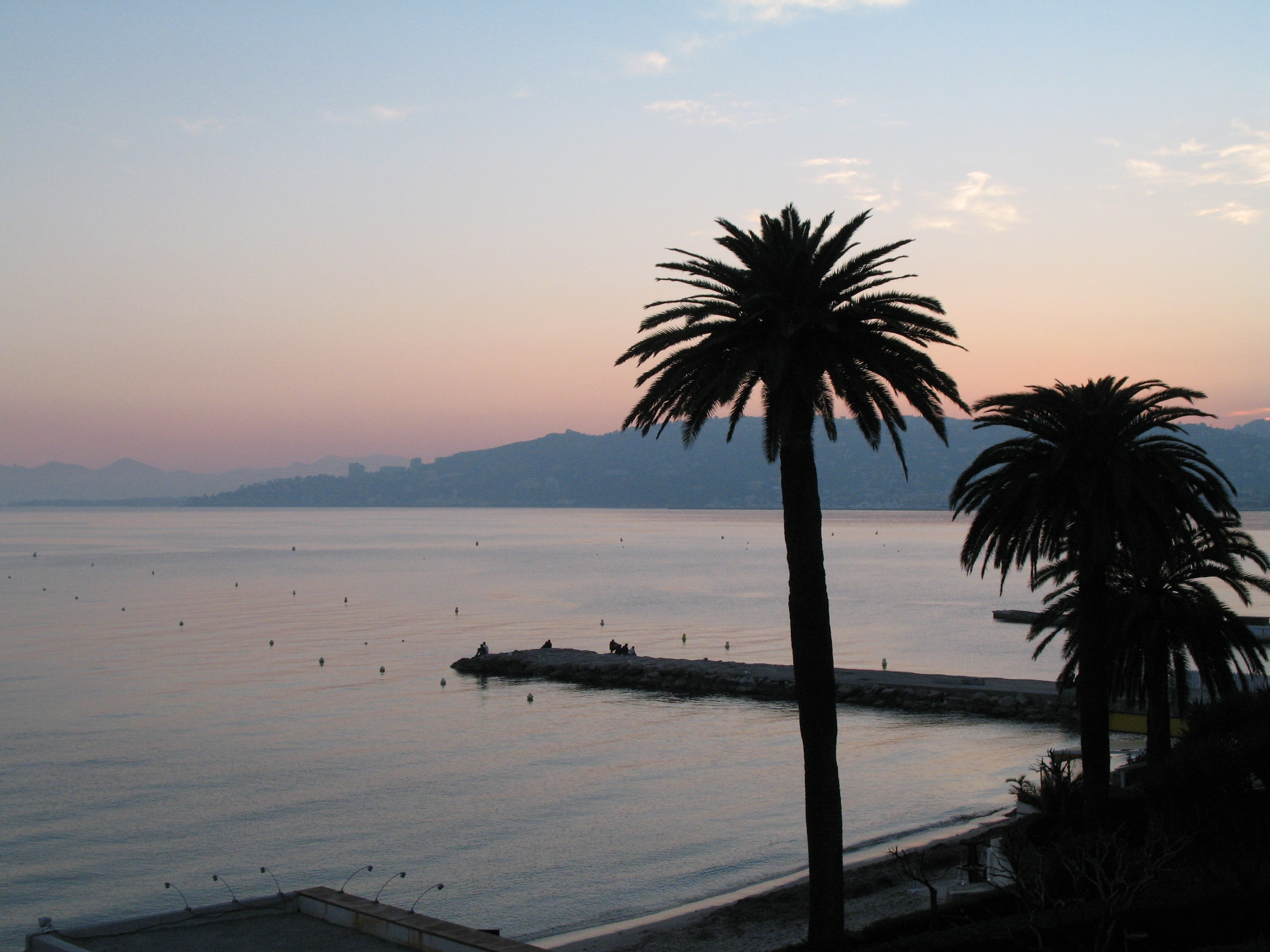
Abendstimmung am Strand von Juan-Les-Pins

Einige bekannte Personen sind mit diesem Ort verbunden. Hier lebten oder starben unter anderem:
- Der amerikanische Autor  F. Scott Fitzgerald schrieb im heutigen Hôtel Belles Rives einen Großteil seines Romans Zärtlich ist die Nacht, inspiriert von der Glamour der Region und seinen eigenen Erfahrungen
- Julius Brammer lebte hier seit 1940 im Exil und starb am 18. April 1943.
- Der Jazzmusiker Sidney Bechet (1897–1959) stand hier sehr häufig auf der Bühne und heiratete in Antibes seine Frau Elisabeth Ziegler.
- Lilian Harvey wohnte in Juan-les-Pins und starb hier 1968.
- Liselott Linsenhoff starb hier im Jahre 1999.
- Der Autor Graham Greene lebte lange Jahre zurückgezogen in der Stadt.
- Der französische Schauspieler Dominique Guillo verlebte hier seine Kindheit.
- Der französische Schauspieler und Sänger Georges Milton starb hier 1970.
- Die iranische Prinzessin Ashraf Pahlavi besaß in Juan-les-Pins eine Villa (35 Bd Edouard Baudoin).[2]